# 張郭荘駅
張郭荘駅（ちょうかくそうえき）とは中華人民共和国北京市豊台区に位置する北京地下鉄14号線の駅である。

## 駅構造

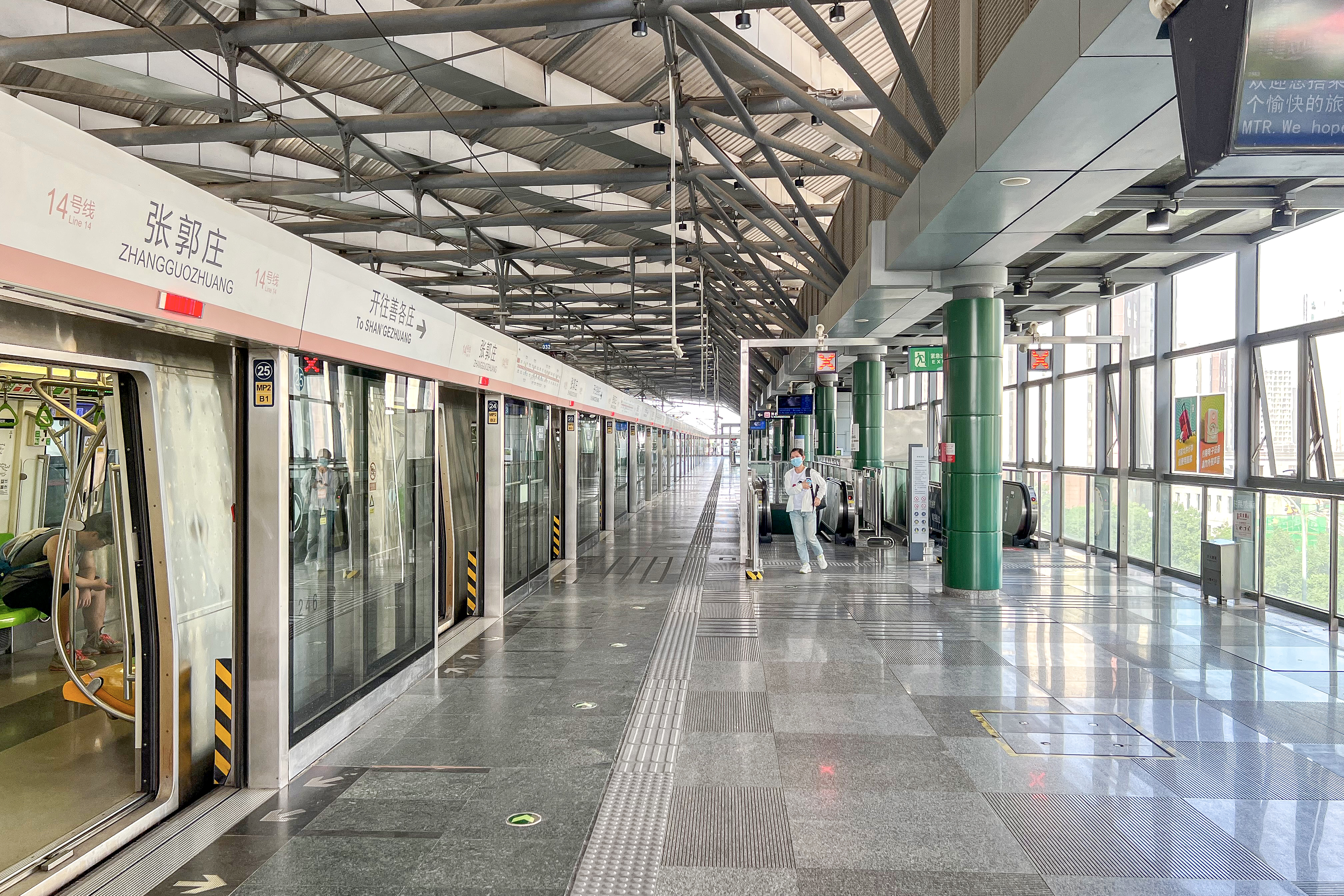
ホーム

対面式ホーム2面2線を有する高架駅。

## 歴史
- 2013年5月5日 - 14号線開業。

## 隣の駅
北京地下鉄
■14号線
張郭荘駅 - 園博園駅